# Moritz de Hadeln
Moritz de Hadeln (ur. 21 grudnia 1940 w Exeter) – szwajcarski fotograf i reżyser filmów dokumentalnych. Organizator życia filmowego i wieloletni dyrektor artystyczny czołowych europejskich festiwali filmowych.

## Życiorys
Urodzony w angielskim Exeter i ochrzczony w Irlandii Północnej, dzieciństwo spędził we Florencji. Jego ojciec był oficerem wywiadu brytyjskiej marynarki wojennej, a matka - artystką pochodzącą z Rumunii.
Młody de Hadeln początkowo pracował jako fotograf, kręcił także filmy dokumentalne. W 1969 wraz z niedawno poślubioną żoną Eriką von dem Hagen założył festiwal filmów dokumentalnych Visions du Réel w szwajcarskim mieście Nyon. Był dyrektorem tej imprezy do 1979 i sprawił, że cieszyła się ona dużą renomą. 
Hadeln pełnił później wielokrotnie funkcję dyrektora licznych festiwali filmowych, a zwłaszcza MFF w Locarno (1972-1977), MFF w Berlinie (1979-2001) czy - jako pierwszy obcokrajowiec - MFF w Wenecji (2002-2003). Gdy opuszczał swoje stanowisko, każdą z tych imprez doprowadził wcześniej do świetności.
Największe zasługi miała jego praca na rzecz Berlinale. W czasie 22 lat dyrektorowania imprezą wiele doświadczył: od zręcznego manewrowania między Wschodem i Zachodem w czasie zimnej wojny w podzielonym mieście, poprzez zburzenie muru berlińskiego i organizację festiwalu w na nowo zjednoczonej metropolii, aż do triumfalnego przeniesienia serca imprezy z Zoo Palast na plac Poczdamski. De Hadeln odpowiadał też za odkrycie wielu nowych talentów na Berlinale, m.in. Zhanga Yimou, Anga Lee, Gusa Van Santa czy Tsai Ming-lianga.
Zasiadał w jury konkursu głównego na 48. MFF w Wenecji (1991) oraz na 23. MFF w Moskwie (2001). W 2000 otrzymał Krzyż Oficerski Orderu Zasługi RFN.
Od lat mieszka w szwajcarskim miasteczku Gland, gdzie w latach 2007-2011 był członkiem rady miasta.